# Modena FC 2018
Modena Football Club je talijanski nogometni klub iz grada Modene u regiji Emilia-Romagna.
Klub je osnovan 1912. spajanjem dvaju klubova iz Modene: l'Associazione Studentesca del Calcio Modena i Football Club Audax Modena. Modena trenutačno igra u talijanskoj Lega Pro ligi, nakon što je ispala 2016. poslije dvanaest godine igranja u Serie B. Prije toga je Modena bila u Serie A do 1964. godine. Klub je 2017 bankrotirao, te je 2018. ponovo osnovan s novim imenom, s brojem 2018.
Klupske boje su žuta i plava.
Modena je jedini klub koji je osvojio Anglo-talijanski kup dvaput (1981. i 1982.).
Najpoznatiji igrač iz Modene je Luca Toni za koju je igrao od 1990. do 1996., nakon čega je otišao u Empoli.

## Vanjske poveznice
- Modena FC  Arhivirana inačica izvorne stranice od 7. kolovoza 2011. (Wayback Machine) (it)